# Mait Riisman
Mait Augustowitsch Riisman (russisch Майт Аугустович Рийсман; * 23. September 1956 in Tallinn, Estnische SSR; † 17. Mai 2018) war ein sowjetischer Wasserballspieler und estnischer -trainer.
Mait Riisman begann seine Karriere bereits 1966. Mit der sowjetischen Wasserballnationalmannschaft gewann er bei den Olympischen Sommerspielen 1980 in Moskau die Goldmedaille. Riisman wurde vier Mal (1979 und 1985–1987) sowjetischer Meister im Wasserball. Er gehörte zunächst Kalew Tallinn an, startete ab 1975 für die Moskauer Universität, bevor er von 1983 bis 1984 für Torpedo Moskau und schließlich für Dynamo Moskau antrat.
1980 wurde er als Verdienter Meister des Sports ausgezeichnet, im selben Jahr schloss er sein Journalistik-Studium an der Staatlichen Universität Moskau ab. Von 1989 bis 1991 war er zweiter Trainer der sowjetischen Wasserball-Nationalmannschaft. Nach dem Zusammenbruch der Sowjetunion arbeitete er von 1991 bis 1996 als Sporttrainer von Racing Club de France in Frankreich und von 1996 bis 2000 wieder als zweiter Trainer der russischen Nationalmannschaft in Moskau.